# Protupartizanske operacije u NDH
Gerilski rat u Jugoslaviji, koji je trajao od 22. lipnja 1941. do svibnja 1945. bio je ekstenzivniji i pokupio je više žrtava no što ih je odnio rat u Sovjetskom Savezu od 22. lipnja do srpnja 1944., uglavnom u Bjelorusiji. Komunistički partizani koje je vodio Tito, osim njemačke vojske, morali su se boriti i s talijanskom, bugarskom, mađarskom, i vojskom NDH, te četnicima i desetcima neznatnih drugih kolaboratorskih milicija i grupa. Ovaj rat u Jugoslaviji bio je jedinstven. Ratovali su okupatori, nacionalisti, kolaboratori i saveznici Sila Osovina protiv partizana. Istovremeno to je bio građanski rat, revolucija i rat smirivanja.

## Operacija Višegrad
Trajanje: 30. rujna 1941. – 4. prosinca 1941.
Cilj: uništiti četnike koncentrirane oko Rogatice 40 km istočno od Sarajava i Višegrada, grada na rijeci Drini 69 km udaljen od Sarajeva. Partizani i četnici pokrenuli su žestoke napade na ovo područje i zauzeli ga 21. listopada 1941.
Partizanske snage: Romanijski odred i elementi Kalinovikčkog odreda.
Hrvatske snage: 13. pješačka pukovnija, elementi Zagrebačke konjičke pukovnije i ostali.
Vođenje operacije i ishod: Borba se oduljila i trajala je tjednima. Na kraju nijedna strana nije ostvarila značajniji uspjeh.

## Operacija Ozren
Trajanje: 3. prosinca 1941. – 12. prosinca 1941.
Cilj: uništiti partizane koncentrirane uz duž rijeke Bosne i Spreče u istočnoj Bosni i u planini Ozren koja leži između rijeka na kojoj su partizani sabotirali želejznicu Maglaj-Doboj i Tuzla-Doboj.
Partizanske snage: Ozrenski odred s četiri bojne (bataljuna).
Hrvatske snage: Četvrta pješačka divizija (stožer u Doboju) s oko 6 581 trupa raspoređenih u tri borilačke skupine sastavljenih od 20 domobranskih bojni, 4 do 5 ustaških bojni, podržanih od 60-70 topova i 3 oklopna vlaka.
Vođenje operacije i ishod: NDH je uspjela postići većinu željenih ciljeva, ali partizani su prižili jak otpor prije povlačenja. NDH je imala 350 mrtvih i ranjenih, dok su partizani imali 120 mrtvih i ranjenih.

## Operacija Süd-Kroatien I
Trajanje: 15. siječnja 1942. – 23. siječnja 1942.
Cilj: uništiti partizane koncentrirane na Romaniji koja graniči s općinama Sarajevo, Višegrad, Zvornik, Tuzla, Vareš.
Partizanske snage: 1. proleterska brigada, Romanijski odred, Birčanski odred, “Zvijezda” odred i nekoliko četničkih jedinica.
Hrvatske snage:
- II. i IV. bojna/3. pješačka pukovnija
- VI. topnička skupina
- VII. topnička skupina
- II. bojna i 13. satnija/8. pješačka pukovnija
- I. bojna, II. bojna i 13. satnija/15. pješačka pukovnija.
- 1. bitnica/IX. topnička skupina
- 2. bitnica/XI. topnička skupina
- I. i II. bojna/13. pješačka pukovnija
- 3. satnija/III. inženjerijska bojna
- Gorska topnička bitnica
- Crna legija (3 bojne)
- Hadžiefendića legija (1 bojna)

Njemačke snage: 
- 342. Infanterie-Division (342. pješačka divizija)
- 714. Infanterie-Division (elementi) (714. pješačka divizija)
- 718. Infanterie-Division (718. pješačka divizija)
- Panzer-Regiment. 202 (Oklopna pukovnija 202)

Talijanske snage:
- 3. alpska pukovnija/1. alpska divizija “Taurinense”

Vođenje operacije i ishod: Njemačka 718. pješačka pukovnija i dodane hrvatske jedinice dostavljene su u području Sarajevo-Tuzla s uputama da napreduju prema 342. pješakoj diviziji i drugim njemačko-hrvatskim jedinicama koje su se nalazile uz rijeku Drinu između Zvornika i Višegrada, ideja je bila de se okruže i unište partizani. Tijekom idućih 9 dana saveznici NDH napreduju kroz snijeg i brdovit teren, nailazeći na slab otpor. Područje je uspješno očišćeno i većina gradova okupiranih od partizana su oslobođeni, ali većina Titovih trupa izbjegla je frontalnu borbu i pobjegla.

## Operacija Süd-Kroatien II
Trajanje: 28. siječnja 1942. – 2. veljače 1942.
Cilj: Operacija Süd-Kroatien I izolirala je velik dio partizana i četnika na Ozren planini istočno od gradova Doboja i Maglaja, pa je druga anti-partizanska operacija također krenula na planinu Ozren, pod nazivom operacija “Süd-Kroatien II”.
Partizanske snage: Ozrenski odred s 1 200 vojnika raspoređenih u 5 bojni.
Njemačke snage:
- Pješačka pukovnija 738/718. pješačka divizija
- Pješačka pukovnija 750/718. pješačka divizija
- Pješačka pukovnija 697/342. pješačka divizija
- 5 bitnica gorskih topova

Hrvatske snage:
- Stožer i osoblje 3. i 4. pješačke divizije
- IV. i V. bojna/1. pješačka pukovnija
- I., II. (jedna satnija) i III. bojna/5. pješačka pukovnija
- III. i IV. topnička skupina (elementi)
- Dvije bojne iz 4. pješačke divizije
- III. Legionarska bojna
- Crna legija (pola bojne)
- Hadžifendićeva legija (1 bojna)

Snage Sila Osovina u operaciji imale su 18 000 vojnika.
Vođenje operacije i ishod: Sjverena borbena skupina hrvatskih snaga raspoređena je širom linije Dobij – Maglaj, druga je skupina bila sjeveroistočno od Tuzle i južna skupina, sastavljena uglavnom od ustaša, skupila se oko sela Usora, jugoistočno od Maglaja. Njemačke trupe igrale su obrambenu ulogu, radeći obrambenu liniju na putu Zavidovići – Lukavac. Operacija je počela u jutro 28. siječnja s topovima usmjerenim na demoralizirane partizanske snage. Napredujući 29. siječnja, Crna legija zauzela je nekoliko srbijanskih sela u dolini Krivaja. 30. siječnja, partizani su, zajedno s četnicima, istjerani sa svojih pozicija na planini i prisiljeni da udare na njemačku obrambenu liniju, gdje je većina bila ubijena i zarobljena.
Operacija Süd-Kroatien I i II nanijela je velike štete partizanima i četnicima, 521 mrtvih, nepoznat broj ranjenih i 1 331 zarobljeni. Udružene hrvatsko-njemačke snage imale su samo 21 mrtvih, 131 ranjenih i 300 slučaja smrzavanja. Iako su partizanski gubitci bili ogromni, velik dio njih uspjeo je pobjeći, bježeći južno u talijansku okupacijsku zonu (do 1943.), skrivajući se u planinama.

## Operacija Prijedor
Trajanje: 18. veljače 1942. – 27. veljače 1942.
Cilj: Uništiti partizanske koncentracije na prostoru Dubica - Prijedor u zapadnoj Bosni.
Partizanske snage: 2. Krajišnički odred (3 bojne)
Njemačke snage:
- I. i II. bojna/Pješačka pukovnija 738
- I. i II. bojna/Pješačka pukovnija 750
- I. bojna/Pješačka pukovnija 724
- 718. pješačka divizija

Hrvatske snage:
- Ustaška obrambena bojna Jasenovac
- Polovina gorske topničke bitnice

Vođenje operacije i ishod: Oko sredine veljače, partizanske jedinice napale su izolirane pripadnike njemačkog 923. Landesschützen-Battaliona (923. teritorijalna obrambena bojna) u blizini Prijedora u zapadnoj Bosni. Njemački general Bader, zapovjednik u Srbiji, naredio je skupni napad, i njemačke snage su odmah bile koncentrirane u Bosanskoj Dubici. Operacija je počela 18. veljače, kada njemački skupni napad nailazi na tvrdoglav otpor i tek 27. veljače stižu do opkoljenih njemačkih trupa. Gubitci nisu bili veliki, Nijemci i Hrvati izgubli su 34 vojnika, 48 ranjenih i 15 nestalih. Partizani su imali 189 mrtvih, 13 ranjenih i 16 zarobljenih.

## Operacija Petrova Gora I
Trajanje: 18. ožujka 1942. – 18. travnja 1942.
Cilj: Susresti i uništiti partizanske snage koncentrirane na Petrovoj Gori u Kordunu između Vojnića i Topuskog.
Partizanske snage: 1. i 2. Kordunski odred.
Hrvatske snage:
- I. II. i III. bojna/Združena oružarsko-domobranska pukovnija
- I. i II. lička ustaška bojna
- XIV. ustaška bojna
- Samovozni odred/PTB s 5 tanketa
- Karlovačka novačka bojna

Vođenje operacije i ishod: Mjesec duga operacija, vođena od Utinjske brigade, imala je zadatak očistiti navedeno područje. Vojnici nisu imali milosti ni s jedne ni s druge strane. Brojna pravoslavna sela u kojima su stanovnici pružali otpor su zauzeta i oslobođena, a sudionici uhićeni. Nijedan značajan gubitak nijedna strana nije imala.

## Operacija K
Trajanje: 23. ožujka 1942. – 28. ožujka 1942.
Cilj: Potpomoći opkoljene talijanske garnizone u Bosni i Hercegovini (NDH).
Partizanske jednicice nisu poznate.
Talijanske snage:
- 13. pješačka divizija "Re" (elementi)
- 57. pješačka divizija "Lombardia" (elementi)
- 1. alpska divizija “Taurinense” (jedna boja i jedna topnička skupina)
- Crnokošuljaška legija
- Tenkovski odred

Vođenje operacije i ishod: Operacija je bila uspješna. Talijanski V. korpus uspio je napraviti proboj i potpomoći talijanske garnizone u Korenici, Udbini i Donjem Lapcu, svi gradovi nalaze se južno od Bihaća. Obje strane trpjele su male gubitke.

## Operacija Trio
Trajanje: 8. travnja 1942. – 14. lipnja 1942.
Cilj: Susresti i uništiti partizansko-četničke snage u istočnoj Bosni.
Partizanske snage:
- 1. proleterska brigada
- 2. proleterska brigada
- 18 partizanski odred
- Dvije nezavisne partizanske bojne

(Sve ukupno oko 18 000 vojnika)
Njemačke snage:
- 718. pješačka divizija
- Pješačka pukovnija 737/717. pješačka divizija

Talijanske snage:
- 1. alpska divizija "Taurinense" (elementi)
- 5. gorska divizija "Pusteria" (elementi)
- 22. pješačka divizija "Cacciatore di Alpi" (elemnti)
- 1. alpska skupina "Alpi Valle"
- II. laka oklopna skupina "San Marco"
- XII. topnička skupina 105/28
- nekoliko vodova oklopnih vozila
- Četnički pomoćnici (nepoznat broj)

Hrvatske snage:
- I. bojna/13. pješačka divizija
- 8. pješačka pukovnija (2 satnije)
- 15. pješačka pukovnija (2 satnije)
- IX. topnička skupina (elementi)
- III. i IV. vojna granična bojna
- Crna legija (3 bojne)

Vođenje operacije i ishod: Velika operacija u istočnoj Bosni koja se sastojala od tri faze: 
- Trio I, na 15. travnja – opće čišćenje prostora južno i sjeverno od Sarajeva
- Trio II – čišćenje zavoja Drine
- Trio III – uništenje partizana na Ozren planini.

Trio I počeo je prije nego što je planirana, kada je Crna legija bila u teškom sukobu s četnicima kod Drinjače na Drini. Komunistički partizani su bili zbunjeni i povukli su se na jug, u talijansku okupacijsku zonu, što je poremetilo operaciju. Talijani nisu bili u stanju dostaviti svoje trupe na dan kada je bilo planirano, pa je njemački general Bader, vrhovni zapovjednik u Vojnoj upravi Srbija, tražio dopust da otkaže cjelokupnu operaciju, što mu je odobreno. Hrvatsko-njemačke jedinice su u međuvremenu pomogle Crnu legiju i odbacili četnike, čisteći tako Drinu od četnika do 25. travnja. Talijanska divizija "Pusteria" ponašala se kao obrambeni zid na južnom dijelu obuhvata operacije. Ova operacija, zajedno s Operacijom Fočom (koja je sljedila) bila je jedna od najvećih na prostoru NDH i Jugoslavije, a prestala je 14. lipnja. Najžešće borbe bile su 25. travnja u Crnoj Gori, Sandžaku i Hercegovini između partizana i Talijana (Operacija Foča). Što se tiče žrtava, Nijemci su imali 4 mrtva i 11 ranjenih, Hrvati 9 mrtvih i 11 ranjenih, Talijani 3 mrtva i 1 ranjeni, a partizani 80 mrtvih i 786 zarobljenih. Ovi podatci obuhvaćaju samo razdoblje od 8. travnja do 25. travnja, i nisu ubrojani gubici partizana i Talijana u operaciji Foča.